# Việt Lang
Việt Lang (30 tháng 11 năm 1927 - 31 tháng 7 năm 2008) là nhạc sĩ Việt Nam, tác giả hai ca khúc nổi tiếng Tình quê hương và Đoàn quân đi.

## Tiểu sử
Ông tên thật là Lê Quý Hiệp, tên thường gọi của ông là Lê Huy, sinh năm 1927 tại Thái Bình. Sinh trưởng trong một gia đình tri thức, con cháu dòng họ Lê Quý Đôn, cha ông là Trưởng ty Bưu điện, thường gọi là ông chủ dây thép. Thuở bé, Việt Lang theo học tại trường Saint Thomas d'Aquin tỉnh Nam Định, một trường tư thục công giáo.
Việt Lang bắt đầu sáng tác từ sau Cách mạng Tháng Tám với ca khúc Chiều Yên Thế. Bài hát đó đã được chọn là bài hát chính thức của đoàn kịch Hoàng Hoa Thám. Nghệ danh Việt Lang với ý nghĩa "chàng trai đất Việt" được bạn bè văn nghệ chọn cho ông vào thời gian này. Sau Chiều Yên Thế, Việt Lang bắt đầu nổi tiếng với Tình quê hương viết năm 1946 "trong bối cảnh đã có nhiều thanh niên lên đường "Nam tiến" chống thực dân Pháp xâm lược Nam Bộ", một ca khúc tự tình quê hương với giai điệu và ca từ tuyệt đẹp:
Ngàn dâu xanh ngát mấy nếp tranh xa mờ
Tiếng sáo bay dập dìu đường về thôn xưa
Tình quê lai láng dưới trời thu
Khói xây thành chập chùng mây đưa
Cành tơ liễu thấp thoáng bên hồ
Mùa nhớ nhung dòng nước lững lờ...
Lòng trai muôn thuở những bước chân giang hồ
Kiếp sống tung bụi mờ một chiều chia phôi
Đường đi xa tắp tháng ngày trôi
Nhớ nhung hoài nhạc sầu chơi vơi...
Nhạc sĩ Phạm Duy đã từng nói ông chịu ảnh hưởng của Tình quê hương của Việt Lang và Nhớ quê hương của Phạm Ngữ khi soạn các ca khúc như Tình ca, Tình hoài hương, Em bé quê, Bà mẹ quê, Vợ chồng quê...
Việt Lang tham gia kháng chiến chống Pháp ở Liên khu 3, là bộ đội trong ban tuyên truyền xung phong của Trung đoàn 44. Năm 1947, ông có sáng tác một bài hát địch vận với ca từ bằng tiếng Pháp, Soyuz les bienvenus (Hoan nghênh các bạn về phía chúng tôi), và sáng tác bài Những hình bóng qua (tháng 7-1947). Năm 1948, ông viết Bài ca Quốc tế Lao động và bài hát đã được Phòng Chính trị bộ đội Liên khu 3 in và phổ biến trong dịp kỷ niệm Quốc tế Lao động 1 tháng 5 1948. Cùng năm 1948, ông sáng tác Đoàn quân đi "khi cùng bộ đội hành quân vào quân khu 3 trong mưa trơn, bùn sâu" (tháng 2), Mùa không biên giới (tháng 8), Thu trên sông (tháng 9) và Đàn xuân (tháng 12). Tất cả các bài hát này đều nổi tiếng và được phổ biến khắp Bắc - Trung - Nam.
Sau khi cha mất (tháng 6-1949), Việt Lang chuyển sang ngành giáo dục, ông lấy lại tên thật Lê Quý Hiệp và tiếp tục sáng tác nhạc. Trong thời gian làm chuyên gia giáo dục ở Angola, ông viết bài hát Nắng Luanda. Ông còn sáng tác nhiều ca khúc nữa với bút danh Huy Lê như Một đóa hoa đào thắm, Mùa thu cho em, Hà Nội trái tim hồng, Đi đến nghìn năm Thăng Long - Hà Nội, Chào ASEM Hà Nội - thành phố vì hoà bình... Vào khoảng năm 2003, ông giữ chức Phó Giám đốc Trung tâm UNESCO Hà Nội Đào tạo & Chuyển giao Công nghệ, thuộc Hiệp hội Câu lạc bộ UNESCO Việt Nam.
Việt Lang không nhận mình là nhạc sĩ và cũng không có tên trong Hội nhạc sĩ Việt Nam, nhưng tên tuổi của ông đã đi vào lịch sử âm nhạc Việt Namtân nhạc với hai nhạc phẩm nổi tiếng Tình quê hương và Đoàn quân đi.
Ông mất vào lúc 3h55 sáng ngày 31 tháng 7 năm 2008. Lễ tang của ông được tổ chức tại Nhà tang lễ Bộ quốc phòng vào ngày 02 tháng 8. Ông được an táng tại Nghĩa trang Thành phố Hà Đông nay là Thành phố Hà Nội.

## Danh sách tác phẩm

### 1945 - 1948
- Chiều Yên Thế (10-1945)
- Tình quê hương (8-1946)
- Những hình bóng qua (7-1947)
- Đoàn quân đi (2-1948)
- Bài ca Quốc tế lao động (5-1948)
- Mùa không biên giới (8-1948)
- Thu trên sông (9-1948)
- Đàn xuân (12-1948)

### 1990 - 2001
- Nắng Luanda (1990)
- Từ thành phố xa xôi (1990)
- Hãy hát cho đời hát lên (11-1991)
- Hà Nội mùa xuân (1-1994)
- Một đóa hoa đào thắm (1995)
- Ai đã yêu (2-1995)
- Mùa thu cho em (9-1995)
- Trở về thăm trường cũ (1995)
- Hà Nội trái tim hồng (10-1997)
- Chào ASEAN (1997)
- Chúc mừng năm mới (1-2001)